# Clickbait

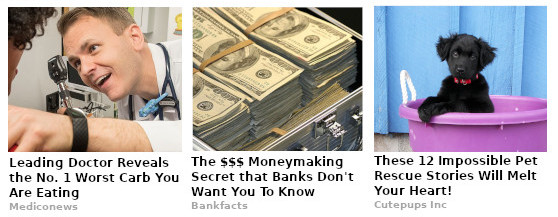
Esempi fittizi di pubblicità in stile "chumbox" (che utilizza una griglia di miniature e didascalie per indirizzare il traffico verso altri siti e pagine web) che impiegano tattiche clickbait

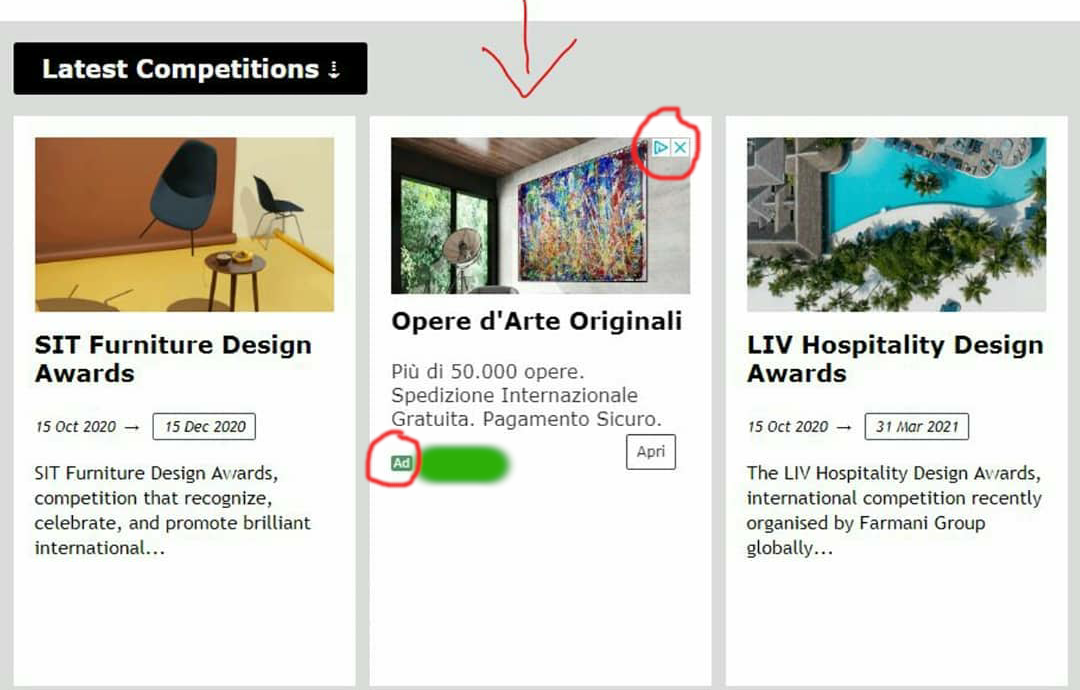
Il link al centro è mascherato come un link agli articoli del sito web che lo ospita (ha lo stesso aspetto dei link a destra e a sinistra) ma è un link pubblicitario acchiappaclic. Lo si nota dal logo in basso "AD" e dalle icone nella parte superiore.

Clickbait (o acchiappaclic in italiano) è un termine che indica un contenuto web la cui principale funzione è di attirare il maggior numero possibile di internauti, per generare rendite pubblicitarie online.
Generalmente il clickbait si avvale di titoli accattivanti e sensazionalisti che incitano l'utente a cliccare, facendo leva sull'aspetto emozionale di chi vi accede. Il suo obiettivo è quello di attirare chi apre questi link per incoraggiarli a condividerne il contenuto per aumentarne la diffusione, tramite condivisione sui vari social network, aumentandone quindi in maniera esponenziale i proventi pubblicitari.
È frequente da parte di molti siti fare pseudo-informazione narrando taluni fatti in maniera strumentale, distorcendone la realtà; a contrastare questo fenomeno vi sono siti di debunking dove ciò che è riportato in questi link viene smentito, evidenziandone la mancanza di fonti informative affidabili.
Il clickbait viene esercitato talvolta anche su piattaforme di video sharing (ad esempio YouTube) pubblicando in maniera ingannevole, come anteprima di un video, un fotogramma di genere differente dal contenuto realmente presente allo scopo di aumentarne le visualizzazioni.
Prima di Internet, una pratica di marketing nota come bait-and-switch utilizzava metodi disonesti simili per attirare i clienti.
Bait-and-switch è infatti una forma di frode utilizzata nelle vendite al dettaglio ma impiegata anche in altri contesti. In primo luogo, i clienti vengono "adescati" dalla pubblicità dei prodotti o servizi a basso prezzo dei commercianti, ma poi, quando visitano il negozio, scoprono che i prodotti pubblicizzati non sono disponibili e vengono spinti dai venditori ad acquistare prodotti simili ma a un prezzo più alto.
In misura estrema, come il bait-and-switch, il clickbait è una forma di frode. (Il click fraud, tuttavia, è una forma separata di falsa dichiarazione online che utilizza una disconnessione più estrema tra ciò che viene presentato nella parte anteriore del collegamento rispetto a ciò che si trova sul lato cliccabile di esso, comprendendo anche codice dannoso.) Il termine clickbait non comprende tutti i casi in cui l'utente arriva a una destinazione non prevista dal collegamento cliccato.

## Definizione
Una caratteristica distintiva del clickbait è la rappresentazione ingannevole nell'incitamento presentato all'utente per manipolarlo affinché faccia clic su un collegamento. Sebbene non esista una definizione universalmente condivisa di clickbait, Merriam-Webster definisce il clickbait come "qualcosa progettato per indurre i lettori a fare clic su un collegamento ipertestuale, soprattutto quando il collegamento porta a contenuti di dubbio valore o interesse". Dictionary.com afferma che il clickbait è "un titolo sensazionalistico o un pezzo di testo su Internet progettato per invogliare le persone a seguire un collegamento a un articolo su un'altra pagina web".
L'editore di BuzzFeed Ben Smith afferma che la sua pubblicazione evita l'uso di clickbait, utilizzando una definizione rigorosa di clickbait come titolo disonesto riguardo al contenuto dell'articolo. Smith osserva che i titoli di Buzzfeed come "Una bambina di 5 anni ha raccolto abbastanza soldi per portare suo padre che ha un cancro terminale a Disney World" forniscono esattamente ciò che promette il titolo. Il fatto che il titolo sia scritto in modo da attirare l'attenzione è irrilevante dal punto di vista di Smith poiché esso descrive accuratamente l'articolo.
Facebook, nel tentativo di ridurre la quantità di clickbait mostrati agli utenti, ha definito il termine come un titolo che incoraggia gli utenti a fare clic, ma non dice loro cosa vedranno. Tuttavia, questa definizione esclude molti contenuti generalmente considerati clickbait.
Una definizione più comunemente usata è un titolo che intenzionalmente promette troppo e non mantiene le sue aspettative. Gli articoli associati a tali titoli spesso non sono originali e si limitano a ribadire il titolo o copiano il contenuto da una fonte di notizie più autentica.
Il termine clickbait viene talvolta utilizzato per qualsiasi articolo poco lusinghiero per una persona. In questi casi, l'articolo non è effettivamente un clickbait secondo alcuna definizione legittima del termine.

## Sfondo
Da un punto di vista storico, le tecniche impiegate dagli autori di clickbait possono essere considerate derivate dalla stampa scandalistica, che presentava poche o nessuna notizia legittima e ben documentata e utilizzava invece titoli accattivanti che includevano esagerazioni di eventi di cronaca, scandali o sensazionalismo. Una delle cause di storie così sensazionali è la pratica controversa chiamata giornalismo del libretto degli assegni, in cui i giornalisti pagano le fonti per le loro informazioni senza verificarne la verità. Negli Stati Uniti è generalmente considerata una pratica non etica, poiché spesso trasforma celebrità e politici in obiettivi redditizi di accuse non provate. Secondo lo scrittore del Washington Post Howard Kurtz, "questa fiorente cultura tabloid ha cancellato le vecchie definizioni di notizie includendo storie pacchiane e sensazionali sulle celebrità per motivi di profitto".

## Uso
Il clickbait viene utilizzato principalmente per incrementare le visualizzazioni di pagina sui siti Web, sia per scopi personali che per aumentare le entrate pubblicitarie online. Può anche essere utilizzato per attacchi di phishing allo scopo di diffondere file dannosi o rubare informazioni sugli utenti. L'attacco avviene una volta che l'utente apre il collegamento fornito per saperne di più. Il clickbait è stato utilizzato anche per fini politici ed è stato accusato dell'ascesa della politica della post-verità. Katherine Viner, caporedattrice del The Guardian, ha scritto che "la caccia ai clic a buon mercato a scapito dell'accuratezza e della veridicità" ha minato il valore del giornalismo e della verità. Argomenti emotivi con titoli crudi sono ampiamente condivisi e cliccati, il che ha portato a ciò che Slate ha descritto come un "aggregato di indignazione" e una proliferazione di siti web in tutto lo spettro politico - tra cui Breitbart News, Huffington Post, Salon, Townhall e Gawker. Blog mediatici che hanno tratto profitto producendo brevi articoli condivisibili che offrono semplici giudizi morali su questioni politiche e culturali.
Le Click-through rate (CTR) su YouTube mostrano che i video con titoli iperbolici o fuorvianti, creati allo scopo di attirare l'attenzione, mostravano percentuali di clic più elevate rispetto ai video che non lo facevano. Le tattiche di clickbait generalmente portano a percentuali di clic più elevate, a maggiori entrate e all'ottimizzazione del coinvolgimento complessivo di un creatore di contenuti.
Esistono varie strategie di clickbait, inclusa la composizione di titoli di notizie e articoli online che creano suspense e sensazioni, attirando e stuzzicando gli utenti a fare clic. Alcuni degli approcci più diffusi per raggiungere questi obiettivi includono la presentazione di collegamenti e immagini interessanti per l'utente, sfruttando la curiosità legata all'avidità o all'interesse lascivo. Non è raro, ad esempio, che questi contenuti includano immagini oscene o uno schema di "guadagnare velocemente".
Il clickbait viene utilizzato in abbondanza anche sulle piattaforme di streaming che prosperano con annunci mirati e personalizzazione. All'International Consumer Electronics Show, YouTube ha rivelato che la maggior parte dei video guardati e del tempo di visualizzazione generato non provenivano da ricerche su Google, ma da annunci pubblicitari personalizzati e dalla pagina dei consigli. I sistemi di raccomandazione su YouTube sono guidati dalla cronologia delle visualizzazioni personali dello spettatore e dai video che ottengono numerosi clic. Con una piattaforma di streaming come YouTube, che conta oltre 30 milioni di utenti attivi al giorno, è molto probabile che i video guardati siano quelli con clickbait nel titolo o nella miniatura del video, attirando attenzione e quindi clic.

## Ripercussioni

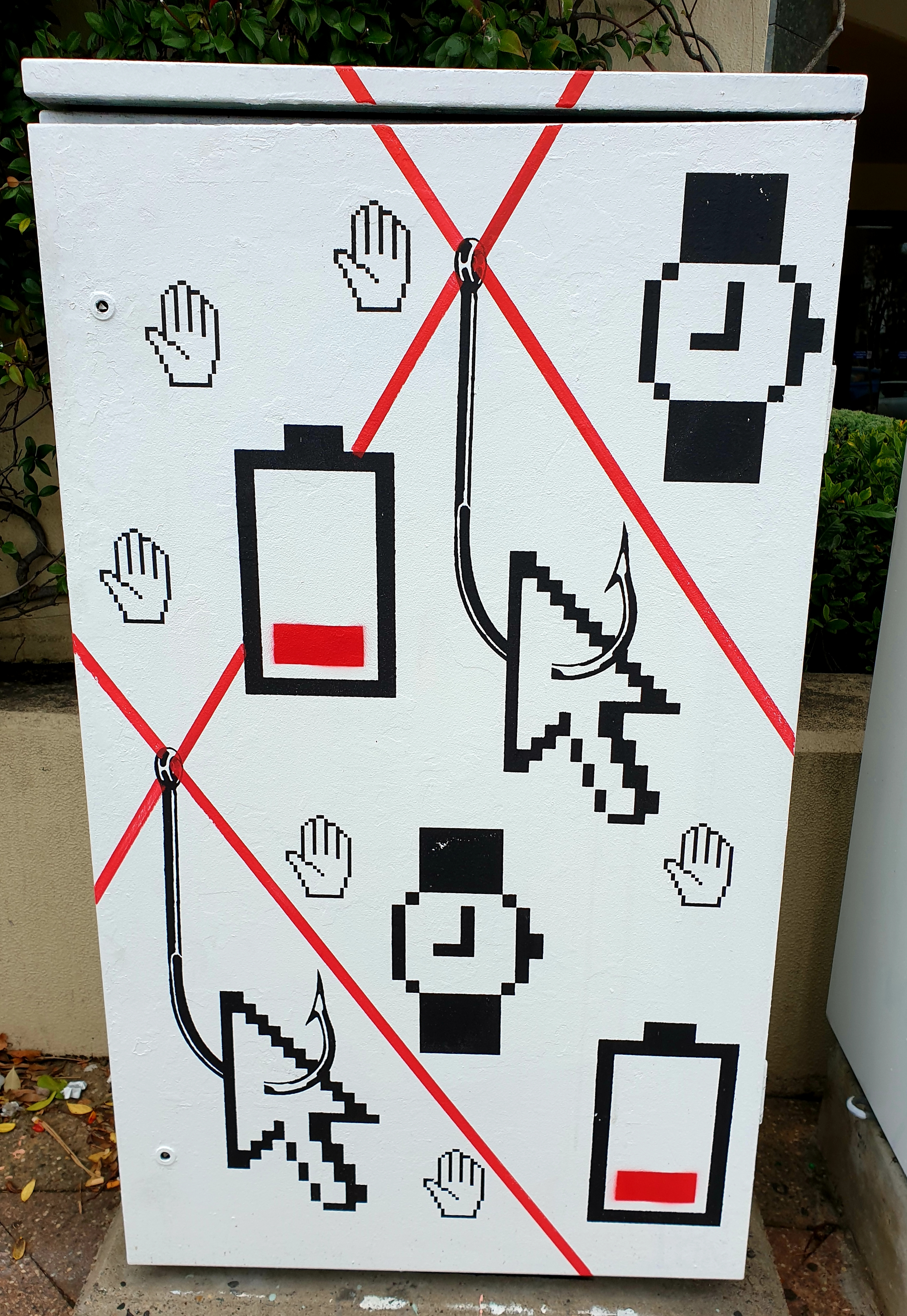
Rappresentazione artistica di clickbait di Bondi Junction in Australia

Nel 2014, l’ubiquità del clickbait sul web ha cominciato a provocare una reazione negativa contro il suo utilizzo. Il quotidiano satirico The Onion ha lanciato un nuovo sito web, ClickHole, che parodiava i siti web di clickbait come Upworthy e BuzzFeed, e nell'agosto 2014 Facebook ha annunciato che stava adottando misure tecniche per ridurre l'impatto del clickbait sugli utenti sul suo social network, utilizzando, tra gli altri segnali, il tempo trascorso dall'utente a visitare la pagina collegata come un modo per distinguere il clickbait da altri tipi di contenuto. Anche i blocchi degli annunci pubblicitari e un calo generale dei clic pubblicitari hanno influenzato il modello clickbait, poiché i siti Web si sono spostati verso la pubblicità sponsorizzata e la native advertising in cui il contenuto dell'articolo era più importante del tasso di clic.
I browser Web hanno incorporato strumenti per rilevare e mitigare il problema del clickbait mentre le piattaforme di social media come Twitter hanno implementato algoritmi per filtrare i contenuti del clickbait. I gruppi di social media, come Stop Clickbait, combattono il clickbait fornendo un breve riassunto dell'articolo clickbait, colmando il "gap di curiosità". La comunità di ricerca ha sviluppato anche plug-in del browser per la segnalazione di clickbait. I fornitori di software di sicurezza offrono inoltre consigli su come evitare clickbait dannosi.